# Ivan Graziani
Ivan Graziani (ur. 6 października 1945, zm. 1 stycznia 1997) – włoski piosenkarz i kompozytor muzyki pop.
Od dzieciństwa grał na gitarze i perkusji. Studiował malarstwo i ukończył Akademię Sztuk Pięknych w Urbino.

## Dyskografia
- „La città che io vorrei” 1973
- „Desperation” 1974 – In inglese
- „Ballata per quattro stagioni” 1975
- „I Lupi” 1977
- „Pigro” 1978
- „Agnese dolce Agnese” 1979
- „Viaggi e intemperie” 1980
- „Q disc” 1981 – Insieme a Ron e Kuzminac
- „Seni e coseni” 1981
- „Ivan Graziani” 1983
- „Nove” 1984
- „Piknic” 1985
- „Ivangarage” 1989
- „Cicli e tricicli” 1991
- „Malelingue” 1994
- „Per sempre Ivan” 1999